# Scheppach (Jettingen-Scheppach)
Scheppach ist ein Ortsteil und Gemarkung des Marktes Jettingen-Scheppach im schwäbischen Landkreis Günzburg (Bayern). Das Pfarrdorf liegt im Norden der Gemeinde, direkt südlich der Autobahn A 8.

## Geschichte
Scheppach war seit Mitte des 13. Jahrhunderts habsburgisch. 1301 wurde es Teil der vorderösterreichischen Markgrafschaft Burgau und fiel im Frieden von Preßburg (1805) an Bayern.
Von 1370 bis 1477 war der Ort an die Knöringer verpfändet.

### Poststation Scheppach
Seit 1549 bestand in Scheppach eine Poststation am Niederländischen Postkurs von Brüssel über Augsburg nach Innsbruck, Trient und Italien, als Nachfolgerin der aufgelösten Poststation in Roßhaupten. Der Scheppacher Posthalter Joseph de Calepio, belegt seit 1568, war beim Streik der Posthalter im späten 16. Jahrhundert aufgrund von Zahlungsrückständen und bei den späteren Verhandlungen mit dem Brüsseler Generalpostmeister Leonhard I. von Taxis einer der Wortführer.

### Gemeindebildung und -auflösung
Im Zuge der Verwaltungsreformen in Bayern entstand 1817 mit dem Zweiten Gemeindeedikt die politische Gemeinde Scheppach. Sie existierte bis zur Gemeindegebietsreform der 1970er und bestand aus dem Kernort Scheppach und den Ortsteilen Allerheiligen, Scheppachermühle und Unterwaldbach. Am 1. Januar 1970 wurde durch den freiwilligen Zusammenschluss der Gemeinden Scheppach und Jettingen die Gemeinde Jettingen-Scheppach gegründet.

## Baudenkmäler

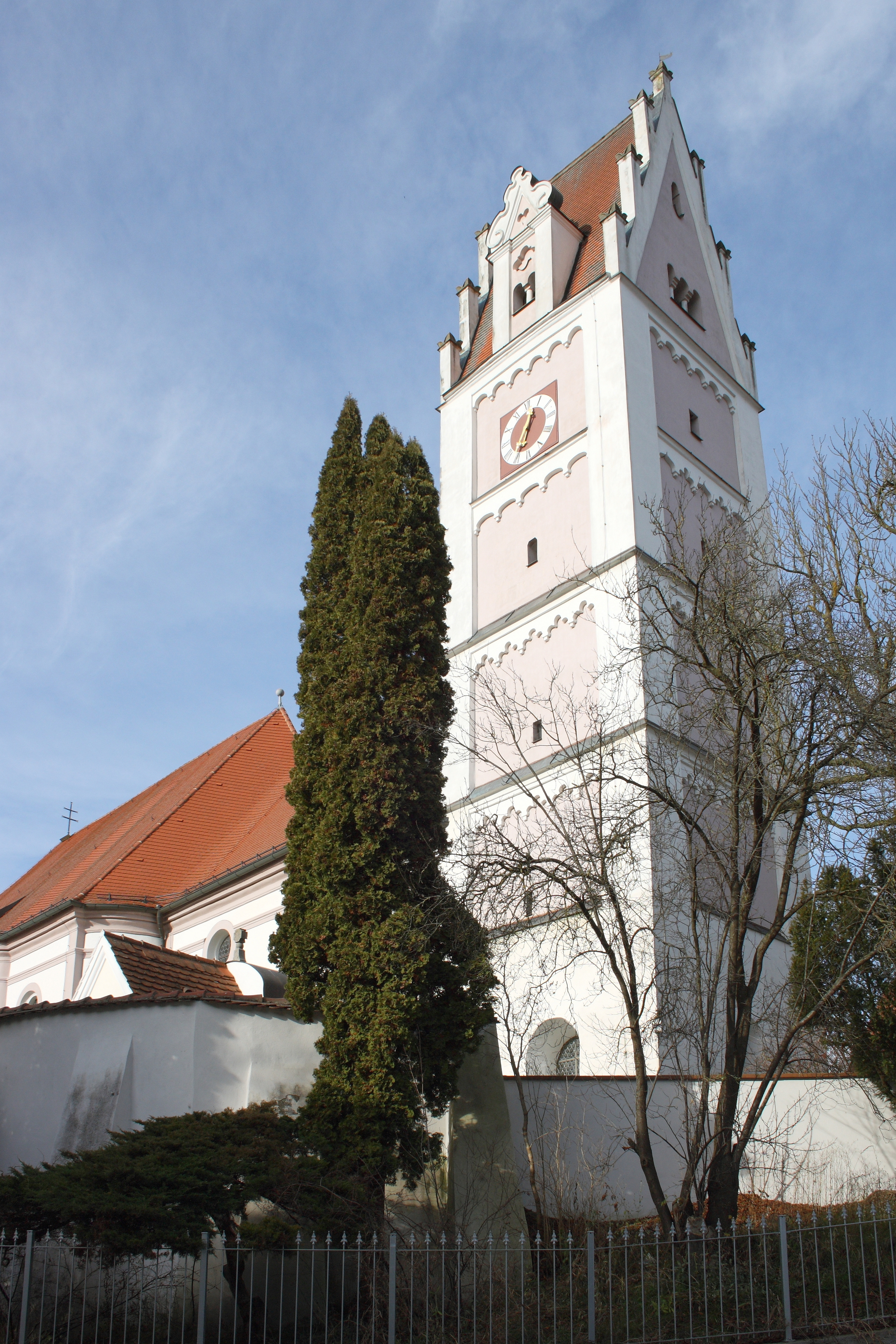
Pfarrkirche Mariä Himmelfahrt

- Katholische Pfarrkirche Mariä Himmelfahrt

Siehe: Liste der Baudenkmäler in Scheppach

## Gedenkweg Kuno
Im Scheppacher Forst wurde im Oktober 2018 der vier Kilometer lange Gedenkweg Kuno eröffnet. Er erinnert an die Produktion der Me-262-Düsenjäger und die damit verbundenen Schicksale der Zwangsarbeiter aus dem KZ-Außenlager Burgau.

## Wirtschaft und Infrastruktur
Im Norden und Westen des Ortes sind große Gewerbegebiete entstanden. Durch die nahe Autobahn mit Auffahrt und Raststätte sind vor allem autonahe Dienstleistungen vertreten, weiters Betriebe aus dem verarbeitenden Gewerbe sowie der IT-Branche.
In dem Ort gibt es eine Grundschule. Es findet reges Vereinsleben statt, vor allem in sportlicher und musikalischer Hinsicht.